# ヘスコ防壁
ヘスコ防壁（へすこぼうへき; 英語: Hesco bastion）は、米ヘスコ社（英：Hesco Bastion Ltd）製の大型土嚢。一般的な土嚢が布だけでできているのに対して、ヘスコ防壁は筒状の金網の内側に耐火材質の布袋を張り、複数連結した構造になっている。

## 利用
さまざまなサイズがあり、堤防や軍事目的の防壁の構築などに利用される。
金網を折り畳んだ状態で輸送され、壁を構築したい場所に開いて設置すると、金網に支えられて袋が上向きに自立する。この状態で上から土や砂を投入すれば箱型の土砂の塊を作成でき、作業を繰り返して繋げていけば強固な壁となる。表面こそ金網と布だが、中身の土砂によって、火器などに対する防壁として金網や有刺鉄線、コンクリート壁以上の強度を発揮する事もある。
米軍が採用検討の際に行ったテストでは、M203から発射された40mmグレネードやRPG-7の対戦車擲弾に耐え、イラクやアフガニスタンに展開する米軍では、海軍のシービーおよび陸軍の工兵が設置を担当し、陸軍と海兵隊地上部隊の基地を囲む防壁などに利用されている。
各種サイズを揃えるヘスコ防壁の内、米軍基地でもっとも広く利用されているものは、縦横幅が1.5m、高さ2.1mのもので、これが5個連なって一束となっている。

## 景品
設置担当者の士気向上による作業効率の改善を謳い、ヘスコ社は発注されたヘスコ防壁一束につき一つ、景品をつけている。景品は畳まれて束になったヘスコ防壁の中央部に挟み込まれており、広げてみなければ何が出てくるのか分からないが、ビクトリノックス・アーミーナイフ、懐中電灯、スクリュードライバーなど、高品質で実用的な物を入れるのが暗黙の了解とされている。
イラクやアフガニスタンに展開する部隊では、若い兵隊や海兵のささやかな楽しみになっているという。